# Orazio Gentileschi

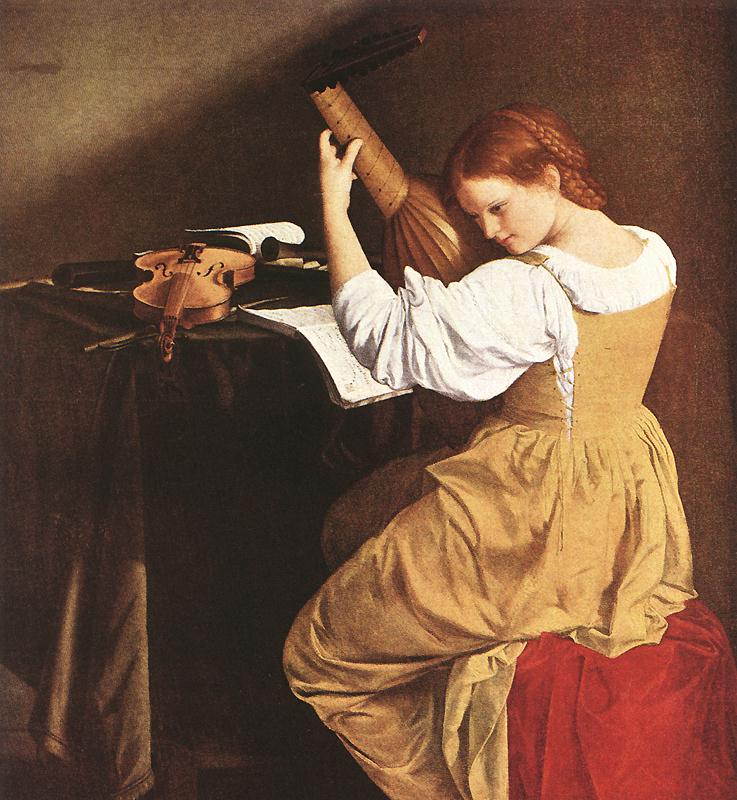
Orazio Gentileschi, Grająca na lutni (ok. 1626)

Orazio Gentileschi (ur. 1563 w Pizie, zm. 7 lutego 1639 w Londynie) – włoski malarz okresu baroku, caravaggionista.
Pochodził z florenckiej rodziny Lomi. W Rzymie w 1578 przyjął nazwisko Gentileschi, po wuju, u którego mieszkał. Fundamentalny wpływ na ukształtowanie jego własnego stylu miała znajomość z Caravaggiem. Pracował na usługach Watykanu jako freskant. W l. 1621-23 przebywał w Genui na zaproszenie patrycjusza Giovanniego Antonia Sauli, dla którego wykonał liczne płótna. Następnie przeniósł się do Paryża na dwór de’Medici. W 1626 wyjechał do Londynu, gdzie pracował dla Karola I. Pod koniec życia porzucił światłocień i zajął się malarstwem dekoracyjnym, ozdobił m.in. plafony w Marlborough House w Londynie.
Jego córka Artemisia Gentileschi była również wybitną przedstawicielką caravaggionizmu.

## Wybrane dzieła
- Boże Narodzenie – Rzym, Santa Maria della Pace
- Dawid – Rzym, Galleria Spada
- Dawid i Goliat (ok. 1605) – Dublin, Narodowa Galeria Irlandii
- Wizja św. Cecylii (ok. 1605) – Pinakoteka Brera
- Dawid z głową Goliata (ok. 1610) – Berlin, Gemäldegalerie
- Grająca na lutni (ok. 1626) – Waszyngton, National Gallery of Art
- Judyta i służąca z głową Holofernesa – Rzym, Pinakoteka Watykańska
- Koronacja św. Cecylii i św. Waleriana – Mediolan, Pinacoteca di Brera
- Krajobraz ze św. Krzysztofem (1605-10) – Berlin, Gemaeldegalerie
- Lot i jego córki (1622-23) – Berlin, Gemaeldegalerie
- Madonna z Dzieciątkiem i św. Franciszką Rzymianką – Urbino, Galleria Nazionale delle Marche
- Matka Boska Różańcowa – Fabriano, Santa Lucia
- Odnalezienie małego Mojżesza (ok. 1633) – Madryt, Prado
- Odpoczynek w czasie ucieczki do Egiptu (1626) – Wiedeń, Kunsthistorisches Museum
- Odpoczynek w czasie ucieczki do Egiptu (ok. 1628) – Paryż, Luwr
- Ofiara Izaaka (1615) – Genua, Galleria Nazionale di Palazzo Spinola
- Powszechne Szczęście zwycięża zagrożenia (1624-25) – Paryż, Luwr
- Św. Cecylia (ok. 1610) – Rzym, Galleria Nazionale d’Arte Antica
- Św. Cecylia z aniołem – Perugia, Galleria Nazionale dell’Umbria
- Św. Cecylia, Tyburcjusz i Walerian (ok. 1606-7) – Mediolan, Pinacoteca di Brera
- Św. Karol adorujący krzyż – Fabriano, San Benedetto
- Św. Magdalena pokutująca – Wiedeń, Kunsthistorisches Museum
- Zwiastowanie – Turyn, Galleria Sabauda